# Kriptenamin
Kriptenamin je smeša blisko srodnih hipotenzivnih alkaloida iz Veratrum album. Kriptenamin je korišten za lečenje hipertenzije i uglavnom je zamenjen lekovima sa manjim brojem neželjenih efekata. Ovaj lek ima znatno i reproduktivno dejstvo, mada mehanizam dejstva nije poznat.

## Literatura
- Hardman JG, Limbird LE, Gilman AG (2001). Goodman & Gilman's The Pharmacological Basis of Therapeutics (10. изд.). New York: McGraw-Hill. ISBN 0071354697. doi:10.1036/0071422803.
- Thomas L. Lemke; David A. Williams, ур. (2007). Foye's Principles of Medicinal Chemistry (6. изд.). Baltimore: Lippincott Willams & Wilkins. ISBN 0781768799.